# Musterknaben
Musterknaben ist eine deutsche Filmkomödie der DEFA von Johannes Knittel aus dem Jahr 1959.

## Handlung
Die Bauarbeiter Bassi und Edwin sind die schwarzen Schafe ihrer Brigade: Regelmäßig kommen die beiden zu spät auf Arbeit und führen sogar Buch über die Ausreden, die sie die Woche über bereits genutzt haben. Dafür hören sie vor Feierabend auf, um den Frauen nachzusehen. Besonders interessieren sie sich für Thea und Susi, die sie regelmäßig von ihrer Baustelle aus sehen.
Susi ist die Tochter von Arthur, dem Leiter der Hausgemeinschaft, deren Patenbrigade wiederum der Betrieb von Bassi und Edwin ist. Der Betrieb kümmert sich nicht weiter um die Hausgemeinschaft, in der der Segen schief hängt. Schon längst hat Arthur gefordert, dass aus dem Dachboden ein Clubraum wird, doch ist das Projekt nach einiger Zeit eingeschlafen und der Clubraum nach und nach zum Abstellraum und Wäscheboden geworden. Konsequenterweise hat Arthur den Fernseher des nicht genutzten Raums in seine Wohnung gestellt, den die Hausgemeinschaft unter der Leitung von Thea zurückforderte und der beim Stürmen von Arthurs Wohnung schließlich zu Bruch ging. Auf der daraufhin für den nächsten Tag anberaumten Hausversammlung sollen die Themen Fernseher und Clubraum endlich diskutiert werden. Als Beistand hat sich Arthur dafür einen Referenten des Patenbetriebs erbeten, doch zieht es der Leiter Kaiser vor, Angeln zu gehen. Weber vom Stadtausschuss der Nationalen Front sieht wiederum den Patenbetrieb in der Pflicht.
Bassi und Edwin, die nach einigen Turbulenzen Thea und Susi in ihrem Wohnhaus aufgespürt haben, werden für die bestellten Referenten der Nationalen Front gehalten und tatsächlich gelingt es Bassi spontan, die Mitglieder der Hausgemeinschaft zur gemeinsamen Arbeit am Clubraum zu motivieren. Beide nehmen zudem den Fernseher mit, um ihn zu reparieren. Am nächsten Tag macht sich Arthur auf den Weg zu Kaiser, ahnt er doch, dass Bassi und Edwin nicht die waren, als die sie sich ausgegeben haben. Im Wohnhaus wiederum erscheint Bassis und Edwins Mitarbeiter Scholz, der Thea und Susi die Wahrheit um die beiden Männer erzählt, jedoch alle bittet, nichts zu verraten: Bassi und Edwin sollen vielmehr beim Wort genommen werden. So kommt es, dass beide Männer schließlich nicht nur den Fernseher repariert zurückbringen, sondern tatkräftig bei der Neugestaltung des Clubraums helfen müssen. Das gesamte Haus packt mit an und am Abend kann bereits Einweihung gefeiert werden. Zu dem Zeitpunkt hat Arthur auch Kaiser gefunden, der Bassi und Edwin wegen ihres Verhaltens zur Rede stellen soll. Am Ende erscheinen jedoch Scholz und Weber und besänftigen Arthur und Kaiser. Die Frauen wiederum verzeihen Bassi und Edwin und alles kommt zu einem glücklichen Ende.

## Produktion und Veröffentlichung
Der nach einer Idee von Gerhard Neumann unter den Arbeitstiteln Das Beschwerdebuch und Alles aus Liebe gedrehte Schwarzweißfilm Musterknaben erlebte seine Uraufführung am 27. November 1959 im Berliner Filmtheater am Friedrichshain. Es war das Filmdebüt des später populären Komikers Rolf Herricht.

## Kritik
Die zeitgenössische Kritik befand, in Musterknaben werde „lustig übertrieben und eine ergötzliche Familie von komischen Typen findet sich zusammen.“ Die „etwas magere Geschichte“ werden durch „eine Fülle komischer Situationen, die direkt aufs Zwerchfell zielen“, aufgewertet.
Für den filmdienst war der Film ein „Lustspiel mit dünner Handlung, das uralte Gags in ein neuzeitliches Gewand kleidet.“
Cinema befand: „Leider ist das Ganze nicht spannender als eine Heimwerkersendung im Werbefernsehen. […] Fazit: Selbst in den 50ern war das nicht witzig.“